# Методи Попгошев
Методи Попгошев (изписване до 1945 година: Методи попъ Гошевъ) е български политик и общественик от Македония.

## Биография
Роден е в град Велес, тогава в Османската империя, днес в Северна Македония. След Младотурската революция от юли 1908 година участва като делегат от Велес в Учредителния конгрес на Народната федеративна партия (българска секция).
През декември 1912 г. участва в срещата на македонски дейци във Велес, организирана от Димитър Чуповски в дома на Ангел Корабаров, на която присъстват още Крум Зографов, Ризо Ризов, Александър Мартулков, Петър Попарсов, учителят Иван Елезов, Димитър Ничев и Иван Попйорданов. Те решават да изпратят представители на Лондонската конференция, както и в Париж за да се борят за запазване на целостта на Македония.